# Linda Alexandersson
Linda Marie Alexandersson, född 8 oktober 1984, är en Malmö-/Lundbaserad tonsättare, dirigent, arrangör och sångerska. Hon är utbildad vid Musikhögskolan i Malmö, där hon studerat komposition, musikteori och dirigering. Hon har bland annat studerat körledning för Cecilia Martin-Löf, Christina Hörnell och Mats Paulsson samt orkesterdirigering för Patrik Andersson. Hon har även studerat vid Academy of the arts på Island  . Linda har bland annat komponerat verk för övertonssång,,. Hon är en flitig arrangör av körmusik.
Idag är hon dirigent för Damkören Korallerna, som under hennes ledning flera gånger har vunnit guld i kategorierna sakralt och profant i internationella körtävlingar och som ofta hörs i Lunds domkyrka, samt gosskören Alexanderkören, det senare ett samarbete mellan Malmö Kulturskola och Körcentrum Syd. Hon har även tagit över efter Karin Fagius sommaren 2016 och leder nu Lunds Kulturskolas körer. Hon har tidigare lett studentnationskören Ostrochorus i Lund.
År 2011 mottog Linda Alexandersson Eric Ericsons resestipendium.